# Tregua di Calais
La tregua di Calais fu un breve trattato di pace, stipulato tra la fine del 1347 e l'inizio del 1348 tra Francia e Inghilterra, nel pieno della guerra dei cent'anni.
Calais era un importante porto situato nella costa settentrionale francese. Il re inglese Edoardo III, che aveva cominciato la campagna per la conquista della Normandia, la cinse d'assedio fra il 1346 e l'anno successivo, finché non riuscì a espugnare la cittadina.
Dopo questi fatti, durante la primavera del 1348 la peste nera investì la Francia settentrionale e in seguito arrivò anche in Inghilterra. Ciò costrinse le due monarchie a deporre per circa sette anni e mezzo le armi per la crisi economica e demografica che l'epidemia portò.
Questo trattato fu denominato appunto "tregua di Calais".
La città di Calais sarà l'unica a rimanere in possesso degli inglesi anche dopo la fine del conflitto e resterà fortemente associata alla monarchia d'Oltremanica per lungo tempo.
Questo evento storico non fu privo di significato. Calais resterà infatti per molti anni associata alla monarchia inglese, di fatto.